# Silenoz
Silenoz, avagy Erkehjetter Silenoz (Erkehjetter norvégul "őseretnek"-et jelent), eredeti nevén Sven Atle Kopperud (Oslo, 1977. március 1. –) norvég zenész, gitáros. Shagrath-tal és Tjodalvval együtt a Dimmu Borgir szimfonikus black metal-együttes alapító tagja és máig gitárosa.

## Pályafutása
Az együttes megalapítása óta Silenoz a vezető gitáros, hozzá fűződik a legtöbb dalszöveg, és a zene nagy része is. Háttérvokálosként szerepelt a Dimmu Borgir For All Tid, Stormblåst és Godless Savage Garden című albumain. Eleinte a bonyolult "Erkenhjetter Silenoz" színpadi nevet használta, később ezt "Silenoz"-ra rövidítette.
A Dimmu Borgir megalakulása előtt a Malefic nevű együttesben játszott. Silenoz másik zenekara (melyben az "Ed Damnator" művésznevet használta), a Nocturnal Breed nevű norvég thrash metal-zenekar, melyben szintén ritmusgitár-szerep jutott neki. Mielőtt azonban egyáltalán zenélni kezdett volna, egy óvodában dolgozott.
Silenoz jelenleg a Metalocalypse című rajzfilmsorozatban szinkronizál.

## Érdeklődési kör
Silenoz igen erősen érdeklődik a parapszichológia, a filozófia, a történelem, a földrajz, az állatok iránt. Ezekből a témákból meríti a legtöbb ihletet is a Dimmu Borgir dalszövegeihez is. Zenéjére ezen kívül nagy hatással vannak még a különböző Heavy metal-stílusok, a rock, a country, az elektromos zene, a klasszikus zene, a hangulat- és népzenék is.

## Felszerelése
- Jackson gitárok
- ESP gitárok
- Marshall erősítők
- Mesa Boogie erősítők
- ENGL erősítők
- Boss gitárok
- Dean Markley – Blue Steel gitárhúrok

## Külső hivatkozások
- Silenoz profilja a Đimmu Borgir hivatalos honlapján